# Bräss

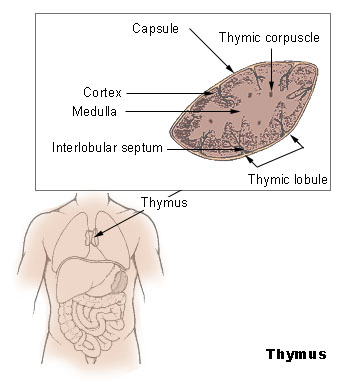
Läge i den mänskliga kroppen.

Brässen eller thymus är ett organ i immunsystemet. I människan sitter det högt upp i bröstkorgen. Det är en körtel med viktiga funktioner under utvecklingen av immunförsvaret tidigt i människans liv. Efter puberteten tillbakabildas organet, och körteln är avsevärt mindre hos vuxna. 
Brässen hos andra däggdjur kan användas som mat. Exempelvis kalvbräss betraktas som en delikatess. Ur kalvbräss kan också framställas ett extrakt kallat THX som sades motverka cancer. THX-utredningen 1979 fann dock att medlet sannolikt saknade något som helst medicinskt värde.

## Funktion
Brässen är en viktig del av immunförsvaret. I brässen mognar lymfocyter till T-celler. T:et i T-cell står för thymus (brässens medicinska namn). En av brässens viktigaste funktioner är selektionen av T-celler; dessa tillverkas i många olika sorter, men bara en del får finnas kvar. Selektionen innebär både att de som är funktionella får vara kvar och icke fungerande celler väljs bort (positiv selektion) samt att T-celler som reagerar på något som är kroppseget väljs bort (negativ selektion). Detta är viktigt, eftersom autoreaktiva T-celler annars skulle angripa själva kroppen. Vid denna selektion utsätts cellerna för alla kroppens egna receptorer, så att de "vet" om det de möter i kroppen är bra eller dåligt. De celler som klarar båda selektionerna släpps ut i blodbanan för att utgöra en väsentlig del av det normala immunförsvaret. Den negativa selektionen fungerar inte till 100 procent, och en del T-celler passerar brässens kontroll och kommer ut i blodet trots att de är autoreaktiva. Det finns perifera mekanismer för att hålla sådana T-celler i schack. Teorier om hur detta går till inkluderar: anergi, att dessa celler försätts i ett inaktivt tillstånd - att de tas död på av andra celler - att dendritceller kan ta upp det kroppsegna antigenet och presentera det för den autoreaktiva T-cellen varvid denna luras att själv begå apoptos (kontrollerad celldöd) - att regulatoriska T-celler eller supressor-T-celler håller de autoreaktiva T-cellerna i kontroll. Om dessa mekanismer fallerar, uppstår autoimmuna sjukdomar.

## Anatomi
Brässen är rosa-grå till färgen, mjuk, och har en ojämn yta. Den ligger högt upp i bröstkorgen (thorax) bakom bröstbenet (sternum), strax ovanför hjärtat. Körteln skiljs från aortabågen och de stora blodkärlen genom ett lager av bindväv, fascia. Den är ungefär 5 centimeter lång, 4 centimeter bred och ungefär 6 millimeter tjock. Vid födseln väger den ungefär 15 gram, och vid puberteten ungefär 35. Efter detta krymper brässen allteftersom så att en 25-åring har en bräss som väger 25 gram, en 60-åring mindre än 14 gram, och en 79-årings bräss ungefär 6 gram. Brässen består i allmänhet av två lober (delar) som ligger i närkontakt med varandra. Ibland sitter de ihop till en större enhet, och ibland skiljs de åt av en tredje lob. Dessa lober framträder mindre tydligt hos en tillbakabildad bräss hos vuxna.

## Sjukdomar
Ungefär 10 procent av de patienter som lider av myasthenia gravis har en tumör i brässen (tymom). Tymomer kan gå oupptäckta länge, eftersom det finns gott om plats för dem att växa. Symptomen förväxlas med bronkit. Patienten kan få en besvärande hosta, om tumören trycker på hostnerven.
Vid DiGeorges syndrom är thymus underutvecklad och kan i vissa fall helt saknas. Om thymus saknas helt kan det ge immunbristsjukdom, det vill säga en ökad känslighet för infektioner som ibland kan vara mycket allvarlig.